# Ричард Одада
Ричард Одада (енгл. Richard Odada; Најроби, 25. новембра 2000) кенијски је фудбалер који тренутно наступа за Филаделфију јунион.
Члан је националног тима Кеније, за који је дебитовао 2021. године у квалификацијама за Светско првенство.

## Каријера

### Почеци
Одада је рођен у Најробију, главном граду Кеније. Фудбал је тренирао у млађим узрастима и са својом тадашњом школом учествовао на турнирима када су га препознали представници Леопардса. Како се у Кенији нису организовала омладинска првенства, као шеснаестогодишњак је неко време наступао и за први тим. Одада је касније преко посредника отишао у Европу. Најпре је лета 2017. дошао у Србију где је тренирао са омладинском екипом Вождовца. Поред Србије, преко агената је одлазио на пробе у Хрватску, затим Швајцарску и Италију, где је тренирао у академијама Интера, Парме и Јувентуса.
Одада је 2018. уврштен на списак репрезентативаца Кеније пред квалификационе утакмице за Афрички куп нација за играче до 20 година старости. Постигао је погодак за вођство свог тима против вршњака из Руанде на првом сусрету,° али је гостујућа селекција у завршници утакмице изједначила. Како у реваншу није било погодака, Кенија је елиминисана из даљег такмичења. Одада је тада екипу предводио као капитен, док је наредне године уврштен и у састав за КЕСАФА куп° одржан у Уганди.

### Црвена звезда
Недуго након свог пунолетства, Одада је крајем 2018. године приступио Црвеној звезди. Медији су пренели да је са клубом потписао четворогодишњи уговор у трајању до 2023. То је потврђено у документу Фудбалског савеза Србије у јануару наредне године, те је Одада и званично постао фудбалер београдског клуба у зимском прелазном року. Он је затим прошао припреме са омладинском селекцијом, за коју је наступао наредних годину дана. Није био пријављен за УЕФА Лигу младих у којој се клуб такмичио. Почетком 2020. године прослеђен је Графичару, где је одрадио зимске припреме и потом био у саставу екипе за наставак сезоне. Дебитовао је на отварању пролећног такмичарске 2019/20. у Првој лиги Србије када је Графичар гостовао Радничком у Пироту. Утакмица је завршена резултатом 0 : 3, а Одада је у извештају Спортског журнала оцењен као најбољи појединац тог сусрета. Усталио се у постави до краја сезоне, на чијем је затварању био асистент у победи над Синђелићем у Шумицама. Одада је остао у саставу Графичара и наредне сезоне, а уместо дотадашњег броја 16 на дресу задужио је 4 који је претходно носио Немања Стојић. Одада је наступио на свим утакмицама у Првој лиги Србије до краја календарске 2020. Био је асистент Лазару Марјановићу у победи над Радничким у Пироту, као и Норману Кембелу у претпоследњем колу првог дела сезоне против краљевачке Слоге. Поред тога, наступио је и у шеснаестини финали Купа Србије, када је Вождовац прошао у следећу фазу такмичења после успешнијег извођења једанаестераца.
Одада је првом тиму Црвене звезде прикључен почетком 2021. године код тренера Дејана Станковића. У економату клуба најпре је задужио дрес са бројем 43, који раније није коришћен у званичним такмичењима. Наступио је на првој контролној утакмици у Анталији, против екипе Шлоска из Вроцлава, ушавши у игру у 59. минуту. Играо је и против Уфе, а затим се нашао у стартној постави против Академије Пандев. Медији су крајем јануара пренели писање Информера да је Одада покренуо поступак за добијање српског држављанства како се надаље не би рачунао као странац. Поред тога, приликом дефинисања правила о бонус играчима изузети су страни држављани, па Одада у претходном периоду није задовољавао тај услов. Сходно томе, како је Црвена звезда имала већи број страних играча у свом саставу од дозвољеног, Одада није уврштен међу путнике за гостовање Новом Пазару на отварању другог дела сезоне. Како су за сусрет 24. кола, са новосадским Пролетером из састава изостали Дијего Фалчинели, Аксел Бакајоко и Филипо Фалко, Одада је био четврти инострани играч у протоколу Црвене звезде. На терену су почели Гелор Канга и Ел Фарду Бен, док је на клупи остао и Секу Саного. У Суперлиги Србије, Одада је дебитовао у 78. минуту те утакмице, ушавши у игру уместо Вељка Николића при резултату 3 : 0. Након освајања шампионске титуле за сезону 2020/21, четири кола пре краја првенства, медији су пренели да је Одада почетком маја отпутовао у Кенију ради употпуњавања неопходне документације за стицање српског држављанства.
У јуну 2021. године, Одада је прослеђен на позајмицу екипи Металца из Горњег Милановца, за који је дебитовао на отварању нове сезоне, против Радника у Сурдулици.

## Начин игре
Током развоја у родној Кенији, Одада је неретко наступао са играчима старијег узраста или за први тим Леопардса. После пробних периода током којих је тренирао у неколико европских клубова, он је предводио селекцију Кеније као капитен у квалификацијама за Афрички куп нација у узрасту до 20 година старости. У својој матичној држави описан је као везни играч који се добро креће између линија и преноси лопту,° а назначено је да је на својим почецима играо у нападу. Иако је Одада био стрелац у ремију са вршњацима из Руанде, која је касније елиминисала екипу Кеније, селектор Стенли Окамби критиковао је недостатак сарадње кључних играча свог тима због примљеног поготка за коначних 1 : 1.
Када је преко агената стигао у Европу тренирао је у неколико клубова, укључујући чланове италијанске Серије А. У интервјуу који је касније дао у Србији, Одада је рекао да је у периоду када је био у Интеру гледао како тренира и игра Жоао Марио, а да је касније од играча на својој позицији најчешће пратио Тијага Алкантару. Црвеној звезди је крајем 2018. приступио као неафирмисан и јавности недовољно познат фудбалер. Током читаве наредне године играо је за омладински тим, а затим прослеђен Графичару где је још годину дана наступао у Првој лиги Србије. Већ на првој утакмици у том такмичењу, Одада је је у извештају Спортског журнала означен као најбољи појединац у победи над Радничким у Пироту последњег дана фебруара 2020. У екипи Графичара је најчешће наступао као задњи везни, али је по потреби играо и на месту штопера. На том месту је по први пут наступио против Вождовца у Купу Србије, а за клупски веб-сајт Црвене звезде изјавио је да никада пре тога није био на тој позицији. Међутим, током разговора је рекао да му позиција не представља проблем, те да је само неопходна смиреност за читање игре. Тренер Радомир Коковић је на неким утакмицама примењивао формацију у којој су у последњој линији била распоређена тројица фудбалера. На сајту Redstarbelgrade.rs Одада је окарактерисан је као изразито дефанзиван играч који се добро позиционира и чита игру. Такође је описан као снажан фудбалер који уме да се загради, али је наглашено и да има добру покретљивост у односу на висину. Тако је после пресечене лопте на средини терена, против краљевачке Слоге, исту изнео до зоне шеснаестерца противничке екипе где је асистирао Норману Кембелу за погодак. По преласку у први тим Црвене звезде, Одада је рекао да слуша савете Секуа Санога.
У разговору за телевизију Арена спорт у јануару 2021, спортски директор Црвене звезде, Митар Мркела, рекао је да Црвена звезда у зимском прелазном року највероватније неће довести штопера. У случају евентуалног одласка неког од фудбалера са те позиције, набројао је више играча који могу да затворе то место у ротацији, међу којима је поменуо и Одаду. Одада је прилику у Суперлиги Србије најпре добијао на својој примарној позицији, улазивши у игру са клупе. Међутим, на свом другом званичном наступу за клуб, за нешто мање од 20 минута на терену имао је неколико неуспелих попречних додавања чиме се отварао простор за контранападе противничке екипе.

## Статистика

### Клупска
Ажурирано 27. децембра 2021.
| Клуб                                | Сезона   | Лига             | Лига    | Лига   | Национални куп | Национални куп | Европа  | Европа | Остало  | Остало | Укупно  | Укупно |
| Клуб                                | Сезона   | Дивизија         | Наступа | Голова | Наступа        | Голова         | Наступа | Голова | Наступа | Голова | Наступа | Голова |
| ----------------------------------- | -------- | ---------------- | ------- | ------ | -------------- | -------------- | ------- | ------ | ------- | ------ | ------- | ------ |
|                                     |          |                  |         |        |                |                |         |        |         |        |         |        |
| Графичар (позајмица)                | 2019/20. | Прва лига Србије | 7       | 0      | —              | —              | —       | —      | —       | —      | 7       | 0      |
| Графичар (позајмица)                | 2020/21. | Прва лига Србије | 17      | 0      | 1              | 0              | —       | —      | —       | —      | 18      | 0      |
| Графичар (позајмица)                | Укупно   | Укупно           | 24      | 0      | 1              | 0              | —       | —      | —       | —      | 25      | 0      |
|                                     |          |                  |         |        |                |                |         |        |         |        |         |        |
| Црвена звезда                       | 2020/21. | Суперлига Србије | 2       | 0      | 0              | 0              | —       | —      | —       | —      | 2       | 0      |
|                                     |          |                  |         |        |                |                |         |        |         |        |         |        |
| Металац Горњи Милановац (позајмица) | 2021/22. | Суперлига Србије | 15      | 0      | 0              | 0              | —       | —      | —       | —      | 15      | 0      |
|                                     |          |                  |         |        |                |                |         |        |         |        |         |        |
| Каријера                            | Каријера | Каријера         | 41      | 0      | 1              | 0              | —       | —      | —       | —      | 42      | 0      |
|                                     |          |                  |         |        |                |                |         |        |         |        |         |        |

### Репрезентативна
Ажурирано 16. новембра 2021.
| Кенија | Кенија  | Кенија |
| Године | Наступа | Голова |
| ------ | ------- | ------ |
| 2021.  | 5       | 1      |
| Укупно | 5       | 1      |

## Трофеји и награде
Црвена звезда
- Омладинска лига Србије : 2019/20.[89]
- Суперлига Србије : 2020/21.[71]